# Grabovica Donja
Grabovica Donja je naselje u općini Tuzla, Federacija BiH, BiH.

## Povijest
Do 1955. zvala se je Grabovica Muslimanska.

## Uprava
Grabovica Donja i Gornja tvore mjesnu zajednicu Grabovicu u općini Tuzli. Spadaju u ruralno područje općine Tuzle. U mjesnoj zajednici Grabovici je 31. prosinca 2006. godine prema statističkim procjenama živjelo 1.750 stanovnika u 540 domaćinstava.

## Kultura
U Donjoj Grabovici je filijalna crkva samostanske župe sv. Petra i Pavla u Tuzli. Građena je od 1988. do 1990. godine.

## Stanovništvo
U izvješću biskupa fra Augustina Miletića iz 1813. godine župa Soli, kojoj je pripadala Grabovica, u naseljima "Doknju i Grabovici" živjelo je 440 katolika u 59 katoličkih kuća. Prema Šematizmu provincije Bosne Srebrene za 1856. godinu, a prema podacima iz 1855., u župi Breške naselje Grabovica imala je 60 katoličkih obitelji s 395 katolika, a prema Imeniku klera i župa za 1910. godinu, u Grabovici su živjela 780 katolika i 35 muslimana.
| Grabovica Donja    |       |       |       |       |
| godina popisa      | 1991. | 1981. | 1971. | 1961. |
| Hrvati             | 81    | 213   | 143   | 78    |
| Srbi               | 15    | 267   | 216   | 69    |
| Muslimani          | 602   | 1235  | 1019  | 387   |
| Jugoslaveni        | 56    | 248   | 55    | 5     |
| Albanci            |       | 1     |       | 1     |
| Crnogorci          |       | 7     | 4     | 2     |
| Slovenci           |       |       |       | 1     |
| ostali i nepoznato | 35    | 17    | 12    | 3     |
| ukupno             | 792   | 1988  | 1449  | 596   |